# Bataille de Tolbiac (Scheffer)
Pour les articles homonymes, voir Tolbiac.
La Bataille de Tolbiac est un tableau d'Ary Scheffer, peint en 1837. Il s'agit de l'une des œuvres visibles dans la galerie des Batailles, au château de Versailles, en France.

## Description
La Bataille de Tolbiac est une huile sur toile, de 4,15 m de haut sur 4,65 m de long. Elle représente une scène de la bataille de Tolbiac, en 496. Clovis, combattant les Alamans, lève le bras au ciel et invoque le dieu des Chrétiens.

## Localisation
L'œuvre est située à l'extrémité est de la galerie des Batailles, dans le château de Versailles. Les toiles de la galerie étant disposées par ordre chronologique, il s'agit de la première toile.

## Historique
En 1833, le roi Louis-Philippe, au pouvoir depuis 3 ans, décide de convertir le château de Versailles en musée historique de la France. La galerie des Batailles est inaugurée en 1837. 33 toiles monumentales y sont disposées, dépeignant des épisodes militaires de l'histoire de France.
Ouvrant la galerie et mettant en scène Clovis, présenté comme premier roi de France et donc ancêtre de Louis-Philippe, la Bataille de Tolbiac est réalisée par Ary Scheffer, proche du roi.

## Artiste
Ary Scheffer (1795-1858) est un peintre français.